# گمینا خروستکووو
گمینا خروستکووو (به لهستانی:  Gmina Chrostkowo) یک گمینا در لهستان است که در شهرستان لیپنو واقع شده‌است. گمینا خروستکووو ۷۴٫۰۸ کیلومتر مربع مساحت و ۳٬۱۱۰ نفر جمعیت دارد.